# Tusculum
Tusculum (Ma: Tuscolo, Olaszország) ókori város Latiumban, az albai hegyek között.

## Fekvése
Tusculum romjai a Tuscolo dombon találhatóak kb. 6 km-re északkeletre Frascatitól. Legmagasabb pontja 670 m-rel magasodik a tengerszint fölé.

## Történelme

### Ókor
A hagyomány szerint Télegonosz, Odüsszeusz és Kirké fia alapította. Eleinte független város volt, de a Regillus-tó mellett vívott csata után szövetségre lépett Rómával, sőt 379-ben lakói polgári jogot nyertek.

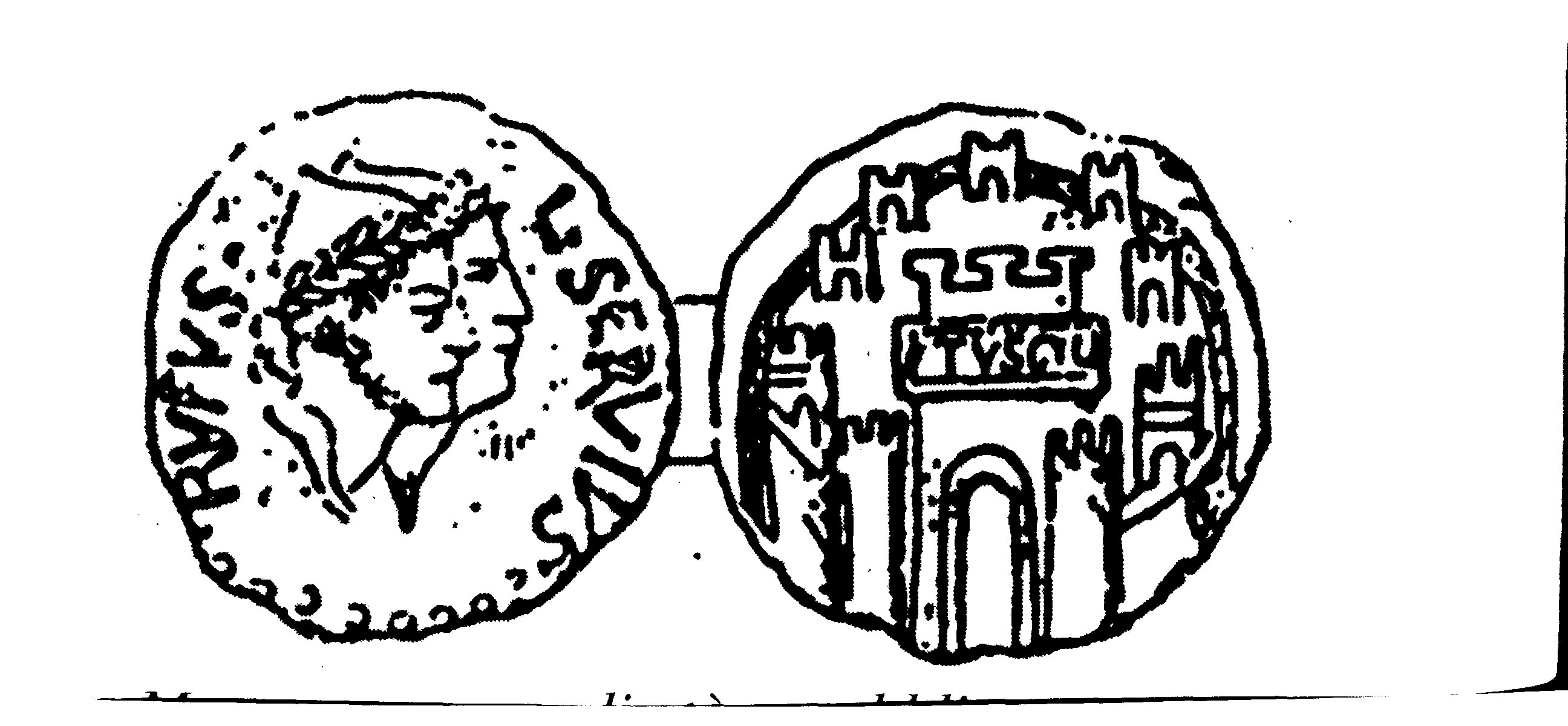
Ókori római köztársasági érme L. Servius Rufus idejéből (Kr.e. 44-43) A bal oldalon Dioscuri, a jobb oldalon a tusculumi erőd látható

### Római kor
A latin háborúban Tusculum ennek dacára Róma ellen küzdött; le is győzték, de kegyelmesen bántak vele. A köztársaság utolsó éveiben számos üdülőpalota épült itt: Lucullus, Caesar, Cato és Marius villái, de kivált Cicero híres Tusculanuma, melyről a Tusculanae disputationes című mű vette nevét. Tusculum ekkor virágzott.

### Középkor
Az V.-től X. sz.-ig nincs említés a városról. A X. sz.-tól Tusculum grófjainak székhelye. 1191-ben a város teljesen megsemmisült a háborúban. Innen ered a mondás is: Kő kövön nem maradt (lapis supra lapidem non remansit), mivel a várost elfoglaló csapatok a falak köveit elvitték hadizsákmányként.

## Fordítás
- Ez a szócikk részben vagy egészben a Tusculum című angol Wikipédia-szócikk fordításán alapul.  Az eredeti cikk szerkesztőit annak laptörténete sorolja fel. Ez a jelzés csupán a megfogalmazás eredetét és a szerzői jogokat jelzi, nem szolgál a cikkben szereplő információk forrásmegjelöléseként.